# Колледж Спринг-Хилл
Колледж Спринг-Хилл (англ. Spring Hill College) — американский частный иезуитский колледж в  городе Мобиле, штат Алабама. Основан в 1830 году епископом Майклом Портье из Мобила. Помимо того, что это был старейший колледж или университет в штате Алабама, он был первым католическим колледжем на юге, пятым по старшинству католическим колледжем в Соединенных Штатах и третьим по старшинству членом Ассоциации иезуитских колледжей и университетов США.